# Ghost in the Shell (игра)
Ghost in the Shell (с англ. — «Призрак в доспехах») — компьютерная игра в жанре шутер от третьего лица киберпанк-тематики. Игра разработана компаниями Exact и Production I.G эксклюзивно для игровой приставки PlayStation. Ghost in the Shell является частью медиафраншизы «Призрак в доспехах»; главные роли озвучены теми же актёрами, что и в одноимённом фильме 1995 года, несмотря на то, что они не связаны напрямую сюжетом. Релиз игры состоялся 17 июля 1997 года вместе с саундтреком, арт- и гайдбуком.
Сюжет игры и художественное оформление были написаны и созданы Масамунэ Сиро, создателем оригинальной манги. Сюжет Ghost in the Shell разворачивается вокруг действий членов девятого отдела PSIA, их расследованием и сражением против «Фронта освобождения человечества». Игрок управляет татикомой — мобильным боевым роботом.
Игра получила преимущественно положительные отзывы. Особенно были выделены графика, анимация и музыка, а также необычная механика передвижения по стенам. Однако, достаточной критике подвергся утомительный и однообразный игровой процесс и низкая сложность. Через 15 лет после релиза Game Informer добавили Ghost in the Shell в список лучших игр, основанных на манге или аниме.

## Игровой процесс
В Ghost in the Shell игрок принимает управление паукообразной танкеткой, называемой татикомой (с англ. — «Fuchikoma»), которая способна к прыжкам, резким скачкам, использованию стрейфа, передвижению по стенам, а также свисанию верх днищем с потолка с помощью тросов. Во время передвижения по стенам и потолку камера автоматически подстраивается под текущее положение в пространстве, что позволяет свободно маневрировать. При наличии преграды для обзора камера автоматически переходит от третьего лица к первому, хотя в этом режим можно перейти самостоятельно в любой момент.
Татикома оснащена двойными пулемётами и самонаводящимися ракетами. Оба вооружения имеют неограниченный боезапас, однако одновременно может быть запущено не более шести ракет, после чего требуется время для перезарядки. Также можно использовать гранаты, которые можно найти по мере прохождения игры, складируемые в количестве не более трёх штук одновременно. Враги варьируются от человекоподобных роботов до вертолётов, вооруженных различным огнестрельным оружием и взрывчаткой. Некоторые этапы игры имеют ограничение по времени прохождения. На протяжении игры может быть разблокировано до семнадцати кат-сцен, количество которых зависит от счёта игрока в режиме тренировки. После открытия кат-сцену можно пересмотреть в специальном пункте меню.
Тренировочный режим состоит из шести уровней, обучающих базовым механикам игры. Первые пять этапов учат игрока достигать целей различными способами и эффективно использовать систему управления, тогда как последний этап представляет собой сражение с другой татикомой. Двенадцать сюжетных миссий переносят игрока в различные локации с разным окружением, например, складские помещения, канализация, городские автомагистрали, вражеские базы внутри небоскрёбов. Миссии имеют различные цели: рейд на базу противника, разминирование бомбы, погоня в море, поиск скрывающейся цели в термооптическом камуфляже.

## Сюжет
Ghost in the Shell повествует о Девятом отделе, в состав которого входят: майор Мотоко Кусанаги, ответственный за отдел Дайсукэ Арамаки, Бато, Исикава, Сайто, Тогуса и безымянный Новобранец, управляемый игроком. Сюжетная информация подается в виде коротких инструктажей перед заданиями и в кат-сценах.
История игры начинается с того, что террористическая организация, именуемая «Фронтом Освобождения Человечества» (с англ. — «Human Liberation Front»), берёт на себя ответственность за подрыв здания Megatech Body Corporation. Девятый отдел назначается ответственным за разрешение ситуации. Отделу удается отследить коммуникации террористов и определить их местонахождение в некой прибрежной местности, однако это место оказывается ловушкой. Арамаки докладывает, что главарём «Фронта Освобождения» является наёмник под псевдонимом Зебра 27. Затем Исикава выясняет, что Министерство энергетики заинтересовано в документах, связанных с Зеброй. Арамаки приказывает продолжать расследование.
Отследив линии снабжения организации, отдел находит секретную базу «Фронта» в башне Aeropolis II. Оказывается, что террористы намереваются использовать ядерный реактор. Исикава докладывает Арамаки, что крупный чиновник по имени Савамура контактировал с Зеброй и является связанным с Megatech Body Corporation. Когда начинается рейд на вражескую базу, атомный реактор перегружается. Для его отключения команда достигает ближайших точек управления и снимает установленные защитные барьеры. После этого Кусанаги находит лидера террористов на самой верхушке башни. Бато и Тогуса оказываются отрезанными от майора, поэтому только Новобранец приходит ей на помощь. Битва с Зеброй происходит в свободном падении с башни.
После миссии вскрывается правда, что Савамура планировал брать взять с Megatech в обмен на сокрытие информации о дефектах в ядерном реакторе, который планировалось подорвать в целях террористической атаки. Однако Зебра захватил реактор, чтобы заставить Савамуру заплатить ему.

## Разработка
Идея татиком берёт начало из сцены финальной битвы в фильме 1995 года — сражении между майором Кусанаги и большим паукообразным танком в музее палеонтологии. На его основе Сёдзи Кавамори и Ацуси Такиуци создали малогабаритную одноместную меху, стоящую на вооружении в полиции. Именно пилотом одной из таких машин становится игрок.